# Lars Redlich

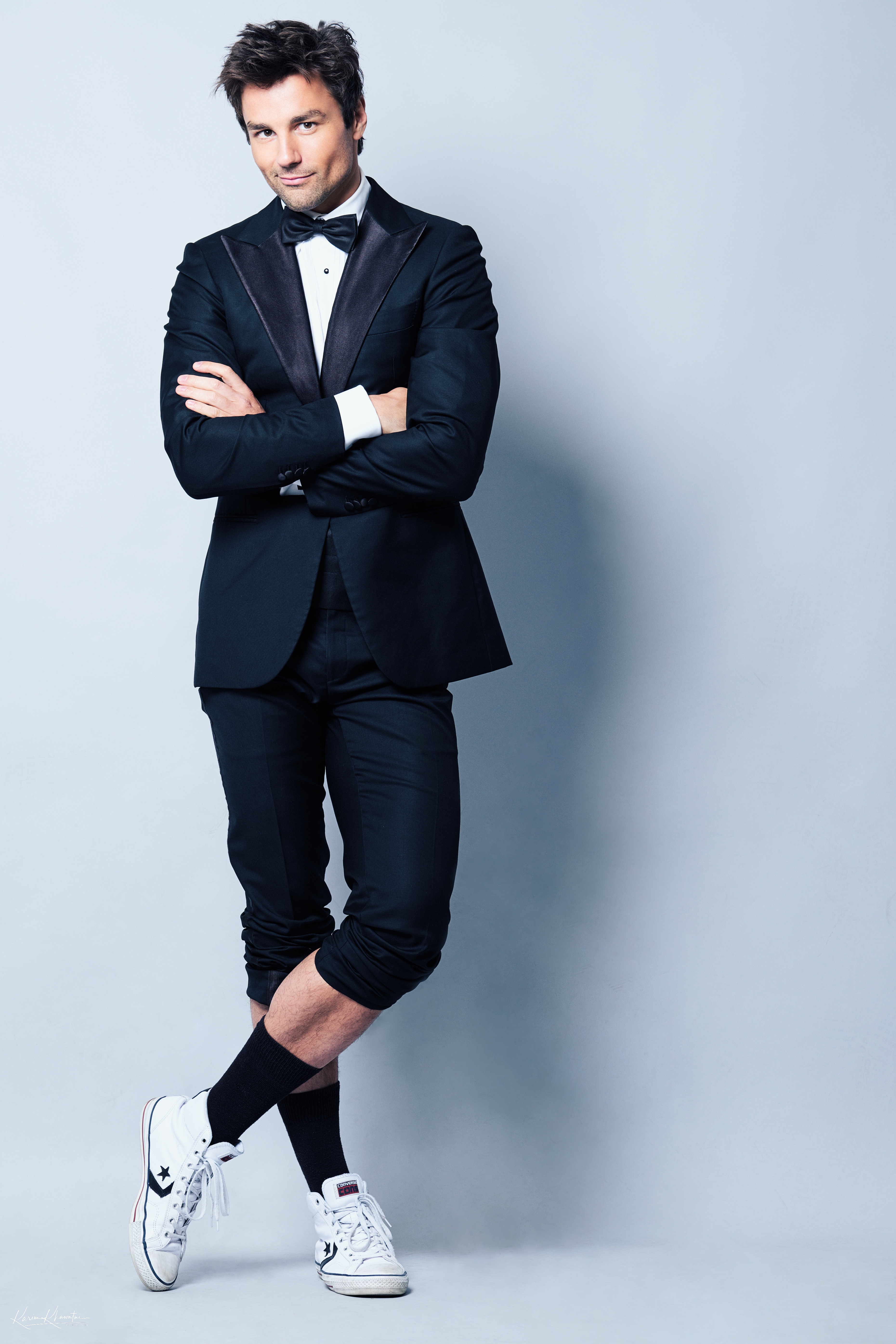
Lars Redlich (Foto: Karim Khawatmi)

Lars Redlich (* 1981 in Berlin) ist ein deutscher Musicaldarsteller, Schauspieler und Komiker.

## Werdegang
Lars Redlich studierte zunächst Musik und Sport, um Gymnasiallehrer zu werden. Ab 2004 ließ er sich dann an der Universität der Künste Berlin in Schauspiel, Gesang und Tanz ausbilden und schloss 2008 als diplomierter Bühnendarsteller ab. Seitdem ist er sowohl in Musical- als auch Fernsehproduktionen zu sehen.
Seine Musik-Comedy-Programme „Lars But Not Least!“ und „Ein bisschen Lars muss sein“ wurden mit diversen Kabarett-/Kleinkunstpreisen ausgezeichnet.

## Veröffentlichungen
- "Lars But Not Least!" (2014)  -  Live-CD[1]
- "Ein bisschen Lars muss sein" (2019) - Live-CD

## Theater
- 2007 Mamma Mia! – Sky –  Theater am Potsdamer Platz Berlin
- 2007 Kauf Dir ein Kind – King – Neuköllner Oper
- 2008–2009 Die 13½ Leben des Käpt’n Blaubär – Käpt’n Blaubär – Deutschlandtournee
- 2010–2012 Grease – Danny Zuko – Deutschland-, Österreich-, Schweiz-Tournee
- 2012 Rocky Horror Show – Frank n Furter – Theater Magdeburg
- 2012–2015 Rocky Horror Show – Frank n Furter – Staatsoperette Dresden.
- 2014 Evita – Ché – Staatsoperette Dresden
- 2016 Disney in Concert – Solist – Stadion-Tournee
- 2016 Das Dschungelbuch – King Louis – Tournee[2]
- 2016 Die Eiskönigin – Olaf – Tournee

## Fernsehen
- 2006 Verrückt nach Clara – Pro7 – Regie: Sven Bohse
- 2010 Eine wie keine – Sat.1 – Regie: Kai Meyer-Ricks
- 2011 Anna und die Liebe – Sat.1 – Regie: diverse
- 2014 Lars’ Christmas – RBB – Moderation der RBB Weihnachtsshow
- 2014 SOKO Wismar – ZDF – Samira Radsi
- 2014 Nightwash – WDR[3]
- 2015 Morgenmagazin – ZDF … Gastauftritt Comedy
- 2015 Das Allerbeste zum Schluss – RBB – Co – Moderation der Silvestersendung des RBB
- 2017 Comedy Tower – HR[4]
- 2018–2019 Die große Lachmesse-Gala – MDR – Moderation zusammen mit Katrin Weber
- 2022 Classic Open Air Festival – RBB – Moderation der First Night auf dem Berliner Gendarmenmarkt

## Auszeichnungen (Auswahl)
- 2013: Stuttgarter Besen – "Hölzener Besen"[5]
- 2013: Hessischer Kleinkunstpreis Herborner Schlumpeweck – Publikumspreis[6]
- 2013: Heiligenhafener Lachmöwe[7]
- 2014: Tuttlinger Krähe – 1. Preis[8]
- 2017: Krefelder Krähe – 1. Preis[9]
- 2019: NDR Comedy Contest (Goldene Limette)[10]
- 2021: Bocholter Pepperoni[11]
- 2024: Thüringer Kleinkunstpreis[12]